# Cyanallagma nigrinuchale
Cyanallagma nigrinuchale är en trollsländeart som först beskrevs av Selys 1876.  Cyanallagma nigrinuchale ingår i släktet Cyanallagma och familjen dammflicksländor. Inga underarter finns listade i Catalogue of Life.